# Izdebno (województwo mazowieckie)
Izdebno – wieś sołecka w Polsce położona w województwie mazowieckim, w powiecie garwolińskim, w gminie Łaskarzew.
Wieś królewska położona była w drugiej połowie XVI wieku w powiecie garwolińskim  ziemi czerskiej województwa mazowieckiego.
W latach 1954–1959 wieś należała i była siedzibą władz gromady Izdebno, po jej zniesieniu w gromadzie Łaskarzew-Osada. W latach 1975–1998 miejscowość administracyjnie należała do województwa siedleckiego.